# Xavier Van Rooy
Xavier Van Rooy (Lille, 9 maart 1946 - Lokeren, 9 januari 2005) was een Belgisch politicus voor de PVV / VLD.

## Levensloop
Professioneel was hij ondernemer, hij leidde een studiebureau, immobiliën- (AX-Immo) en verzekeringskantoor (Centea).
Hij werd een eerste maal verkozen bij de lokale verkiezingen van 1988 op de PVV-kieslijst en werd daaropvolgend aangesteld als burgemeester van Lint. Na de gemeenteraadsverkiezingen van 1994 werd hij opgevolgd door Paul Janssens (CVP) als burgemeester. Dewelke hij na de lokale verkiezingen van 2000 opnieuw opvolgde. Bij deze verkiezingen behaalde hij de meeste voorkeurstemmen ooit in Lint, met name 714. In deze laatste ambtsperiode leidde hij een coalitie van VLD en CVP. Hij bekleedde daarnaast mandaten bij IVEKA en IGEAN en was afgevaardigde bij Ondernemers voor Ondernemers (OVO) en Dexia.
Op 9 januari 2005 overleed hij aan een hartstilstand na het bijwonen van het Belgische kampioenschappen veldrijden. De begrafenisplechtigheid vond plaats op 15 januari 2005 in de Onze-Lieve-Vrouw-Geboortekerk te Lint. Na zijn overlijden werd Patrick Mariën (VLD) aangesteld als waarnemend burgemeester. In maart 2015 werd hij opgevolgd door partijgenote Nicole Muyshondt als burgemeester.
Het Xavier Van Rooy-fietspad (fietsostrade 11 tussen Lint - Lier) werd naar hem vernoemd.